# Vesthimmerland község
Vesthimmerland község (dánul: Vesthimmerlands Kommune) Dánia 98 községének (kommune, helyi önkormányzattal rendelkező közigazgatási egység) egyike.
A 2007. január 1-jén életbe lépő közigazgatási reform során hozták létre a korábbi Farsø, Løgstør, Aalestrup és Aars községek egyesítésével.

## Települések
Települések és népességük:
- Aggersund (354)
- Fandrup (212)
- Farsø (3310)
- Fjelsø (231)
- Gedsted (983)
- Havbro (385)
- Hornum (1017)
- Hvalpsund (677)
- Løgstør (4367)
- Overlade (513)
- Ranum (1187)
- Simested (263)
- Strandby (338)
- Ullits (331)
- Vegger (333)
- Vester Hornum (580)
- Vilsted (243)
- Vindblæs (236)
- Vognsild (280)
- Østrup (324)
- Aalestrup (2809)
- Aars (7893)

### Külső hivatkozások
- Hivatalos honlap (dán, angol, német)